# Prosečné
Prosečné település Csehországban, Trutnovi járásban. Prosečné Černý Důl, Dolní Lánov, Klášterská Lhota, Hostinné, Kunčice nad Labem és Rudník településekkel határos. Lakosainak száma 588 fő (2024. január 1.).

## Népesség
A település lakosságának változását az alábbi diagram mutatja:
| Lakosok száma | 952  | 1101 | 956  | 587  | 573  | 555  | 561  | 587  | 587  | 588  |
|               | 1869 | 1900 | 1921 | 1961 | 1980 | 2011 | 2016 | 2019 | 2021 | 2024 |